# 凤凰山街道 (云和县)
凤凰山街道，是中华人民共和国浙江省丽水市云和县下辖的一个乡镇级行政单位。

## 行政区划
凤凰山街道下辖以下地区：
新华社区、解放社区、勤俭村、巧云村、梅砻村、贵溪村、柘园村、后山村、新岭村、西弄村、河坑村和杨家山村。